# 火山口

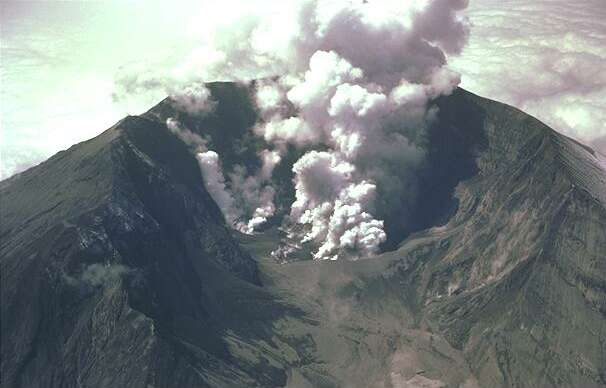
聖海倫斯火山的火山口（1980年）

火山口是火山活动时地下高温物质喷到地面的出口。
火山口一般位于火山锥顶部或侧面，在火山喷发停止后由于地下通道中的熔岩冷凝收缩，火山口形成環形凹陷的區域；口内有陡峭的内壁，在平面上常呈椭圆形或圆形，直徑從數十米到数公里不等。
沒有噴發活動的火山口，常因積蓄雨水或雪水而形成火山口湖；經過長期的歷史積淀後，火山口也有可能形成盆地地形。